# Verzonken tafel
Verzonken tafel of wel Buurttafel Mien Ruysplantsoen is een artistiek kunstwerk in Amsterdam-Oost.
Na de herinrichting van het Oostelijk Havengebied van haven naar woonwijk kwamen er buurtinitiatieven van de grond om de wijk verder in te richten. Een aantal burgers benaderden stadsdeel Zeeburg; het resultaat was dat een tiental kunstenaars werd gevraagd vorm te geven aan een ontmoetingsplek in het Mien Ruysplantsoen, in 1953 aangelegd volgens een ontwerp van Mien Ruys. De voorkeur ging uiteindelijk uit naar een zithoek van Marjet Wessels Boer dat deels eer doet aan Mien Ruys. Zij liet in vele tuinen (niet hier) niveauverschillen aanleggen; voor de bank van Wessels Boer moest een deel van het parkje opgehoogd worden. Vanaf het hoge niveau benadert men de zithoek vanaf het gras, het lage gedeelte heeft toegang vanaf het betegelde deel van het parkje. Er staat een tafel met daaromheen een U-vormige bank die niet waterpas in het terrein staan. Het geheel past in het borderontwerp van Ruys. De constructie kan gebruikt worden tot eten, drinken of gewoon zitten op of vanaf een U-vormige bank. Volgens de kunstenaar kan de tafel ook dienen als podium.
In de houten tafel en bank is middels een uitsnede een weergave te vinden van Amphitrite en Triton van Albert Termote. Zowel de gezonken boot als deze weergave is een eerbetoon aan de Kroonvaarders (oud-medewerkers) van de KNSM. Het beeld Amphitrite werd bij oplevering geplaatst in de vijver van het plantsoen, maar zwierf enige tijd in de buurt in verband met de vele herinrichtingen. De Kroonvaarders probeerden constant het beeld terug op haar oorspronkelijk plaats te krijgen; hetgeen in 2009 deels lukte. Het staat in de onmiddellijke nabijheid van het plantsoen (middenberm KNSM-laan). 
Een tiental jaren later is het de vraag of de Verzonken tafel een nieuwe herinrichting van de buurt gaat overleven. De buurtbewoners zien in het object geen object om te gaan tafelen.